# Biển Đỏ

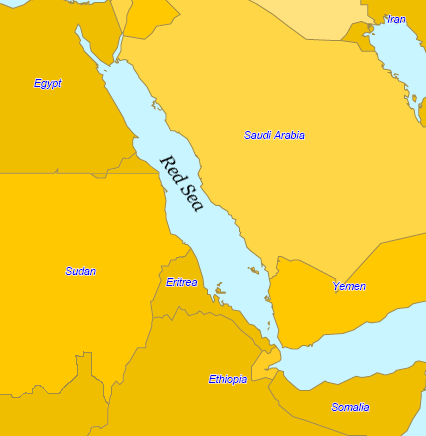
Vị trí của Hồng Hải

Biển Đỏ còn gọi là Hồng Hải hay Xích Hải (tiếng Ả Rập البحر الأحم Baḥr al-Aḥmar, al-Baḥru l-’Aḥmar; tiếng Hêbrơ ים סוף Yam Suf; tiếng Tigrinya ቀይሕ ባሕሪ QeyH baHri) có thể coi là một vịnh nhỏ của Ấn Độ Dương nằm giữa châu Phi và châu Á. Biển này thông ra đại dương ở phía nam thông qua eo biển Bab-el-Mandeb và vịnh Aden. Tại phía bắc là bán đảo Sinai, vịnh Aqaba và vịnh Suez (nối vào kênh đào Suez). Biển này dài khoảng 1.900 km và chỗ rộng nhất là trên 300 km. Đáy biển có độ sâu tối đa 2.500 m ở điểm giữa rãnh trung tâm và có độ sâu trung bình 500 m, nhưng nó cũng có thềm lục địa nông và lớn về diện tích, là đáng chú ý đối với các sinh vật biển và san hô. Diện tích bề mặt khoảng 438.000–450.000 km². Biển này là nơi sinh sống của trên 1.000 loài động vật không xương sống và 200 loại san hô cứng và mềm. Biển này là một phần của Đại Thung Lũng. Hồng Hải là biển nhiệt đới nằm cao nhất về phía bắc của thế giới.

## Tên gọi
Biển này đã từng được gọi là "vịnh Ả Rập" trong phần lớn các tài liệu của người châu Âu cho đến tận thế kỷ XX. Chúng có nguồn gốc từ các nguồn tài liệu Hy Lạp cổ. Cả Herodotus, Straban và Ptolemy đều gọi vùng nước này là "Arabicus Sinus", trong khi giữ thuật ngữ "biển Erythrias" (Hồng Hải) cho các vùng nước xung quanh phía nam bán đảo Ả Rập, mà ngày nay người ta biết nó là Ấn Độ Dương.
Tên gọi của biển này không phải để thể hiện màu nước của nó. Nó có thể là sự thể hiện cho sự nở rộ theo mùa của một loại tảo lam có màu đỏ Trichodesmium erythraeum gần với nước bề mặt. Một số người khác cho rằng nó dùng để chỉ các dãy núi giàu khoáng chất màu đỏ gần đó được gọi là "הרי אדום" (harei edom). Edom, có nghĩa là "nước da hồng hào", cũng là một tên gọi khác trong tiếng Do Thái để chỉ khuôn mặt có màu đỏ của Esau trong Kinh Thánh (anh của Jacob) và dân tộc là hậu duệ của ông, người Edom, và điều này lại đưa ra một khả năng khác của tên gọi Hồng Hải. Cũng có sự suy đoán là tên gọi Hồng Hải có được là do dịch sai của cái mà nó gọi là Hồng Hải trong câu chuyện Sách Xuất Hành của Kinh Thánh.

## Các đặc trưng tự nhiên

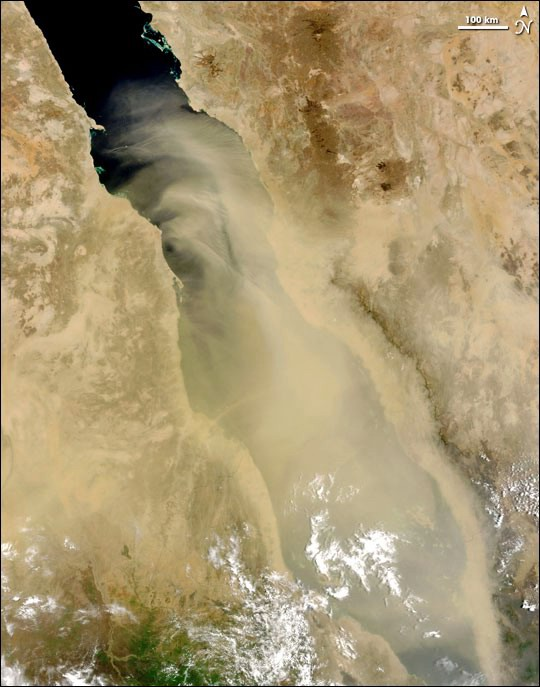
Bão cát trên Hồng Hải

Nhiệt độ của nước bề mặt được duy trì tương đối ổn định ở mức 21-25°C và tầm nhìn cũng như nhiệt độ được duy trì rất tốt cho đến độ sâu khoảng 200 m, nhưng biển này còn được biết đến như là có những trận gió mạnh và các dòng chảy khu vực hay thay đổi. Biển này được hình thành cách đây khoảng 30 triệu năm trước do sự tách ra của châu Phi khỏi bán đảo Ả Rập. Biển này hiện nay vẫn đang mở rộng ra và ở đây có các núi lửa ngầm nhỏ ở các phần sâu nhất, người ta còn cho rằng biển này đến một lúc nào đó sẽ trở thành đại dương (như mô hình của Tuzo Wilson giả lập).
Theo các nhà địa chất thì đôi khi trong thời gian của phân đại Đệ Tam eo biển Bab el Mandeb đã từng bị đóng kín và Hồng Hải khi đó đã là một đầm lầy nước mặn khô và nóng.

## Du lịch
Biển này được biết đến vì các khu vực dưới đáy biển rất ngoạn mục mà du khách có thể lặn xuống để xem, chẳng hạn như Ras Mohammed, Elphinstone, the Brothers và đảo Rocky ở Ai Cập, và các khu vực ít nổi tiếng hơn ở Sudan như Sanganeb, Abington, Angarosh và Shaab Rumi (xem ảnh trên đây).
Hồng Hải được "phát hiện" như là một điểm đến cho các du khách thích lặn bởi Hans Hass trong những năm thập niên 1950, và bởi Jacques-Yves Cousteau sau này.

## Các nước ven bờ
Các nước ven bờ Hồng Hải có:
- Bờ biển phía bắc:
  - Ai Cập
  - Israel
  - Jordan
- Bờ biển phía tây:
  - Sudan
  - Ai Cập
- Bờ biển phía đông:
  - Ả Rập Xê Út
  - Yemen
- Bờ biển phía nam:
  - Djibouti
  - Eritrea
  - Somalia

## Các thành phố
Các thành phố, thị xã trên bờ Hồng Hải có: Assab, Massawa, Hala'ib, Port Sudan, Port Safaga, Hurghada, El Suweis, Sharm el Sheikh, Eilat, Aqaba, Dahab, Jeddah, Al Hudaydah, Marsa Alam.